# آشیانک (سرده)
دوبرگی، آشیانک (نام علمی: Neottia) مترادف (نام علمی: Listera)  نام یک سرده از تیره ثعلبیان است.